# トム・ダシュル
トーマス・アンドリュー・ダシュル（英語: Thomas Andrew Daschle、1947年12月9日 - ）は、アメリカ合衆国の政治家。所属は民主党。ドイツ系アメリカ人で宗教はローマ・カトリック。サウスダコタ州出身。1994年より2005年まで上院院内総務。元は「ダシュレ」と表記された。

## 経歴・人物
1969年サウスダコタ州立大学を卒業し、政治学士を取得すると、米空軍で情報将校を3年間務めた。除隊後にサウスダコタ州選出の初のアラブ系上院議員、ジェームス・アブレズクの補佐官として働いた。
1978年、31歳で下院議員に当選し、4選を果たす。1986年には上院議員に当選し、1994年よりジョージ・J・ミッチェルの後継として上院院内総務に就任し、2005年までその地位にあった。2001年には炭疽菌芽胞を手紙で送りつけられた。一部職員に被害が出たものの、ダシュル自身は無事だった（アメリカ炭疽菌事件を参照）。
民主党の有力な大統領候補の一人とされてきたが、2004年には不出馬を表明。同年の上院選でも落選した。その後上院での再立候補を否定したため、2008年大統領選への出馬が取りざたされていたが、2006年に不出馬を明言するとともに、翌年2月にバラク・オバマの支援に回った。
2008年12月11日、オバマ次期大統領（当時）から第9代保健福祉長官に指名されていたが、翌2009年2月4日に過去の納税漏れが発覚したことから辞退した。
2023年に旭日大綬章を受章した。